# Ischnorhina
Ischnorhina is een geslacht van halfvleugeligen uit de familie schuimcicaden (Cercopidae). De wetenschappelijke naam van dit geslacht is voor het eerst geldig gepubliceerd in 1869 door Stål.

## Soorten
Het geslacht Ischnorhina omvat de volgende soorten:
- Ischnorhina amazonica Paladini & Cryan, 2012
- Ischnorhina binotata Lallemand, 1912
- Ischnorhina ephippium (Fabricius, 1803)
- Ischnorhina festa (Germar, 1821)
- Ischnorhina hamiltoni Paladini & Cryan, 2012
- Ischnorhina notabilis (Walker, 1858)
- Ischnorhina quadrimelasma Costes & Webb, 2004
- Ischnorhina surinamensis Schmidt, 1920
- Ischnorhina unifascia (Walker, 1851)
- Ischnorhina williamsi Lallemand, 1924